# Osiedle Oficerskie

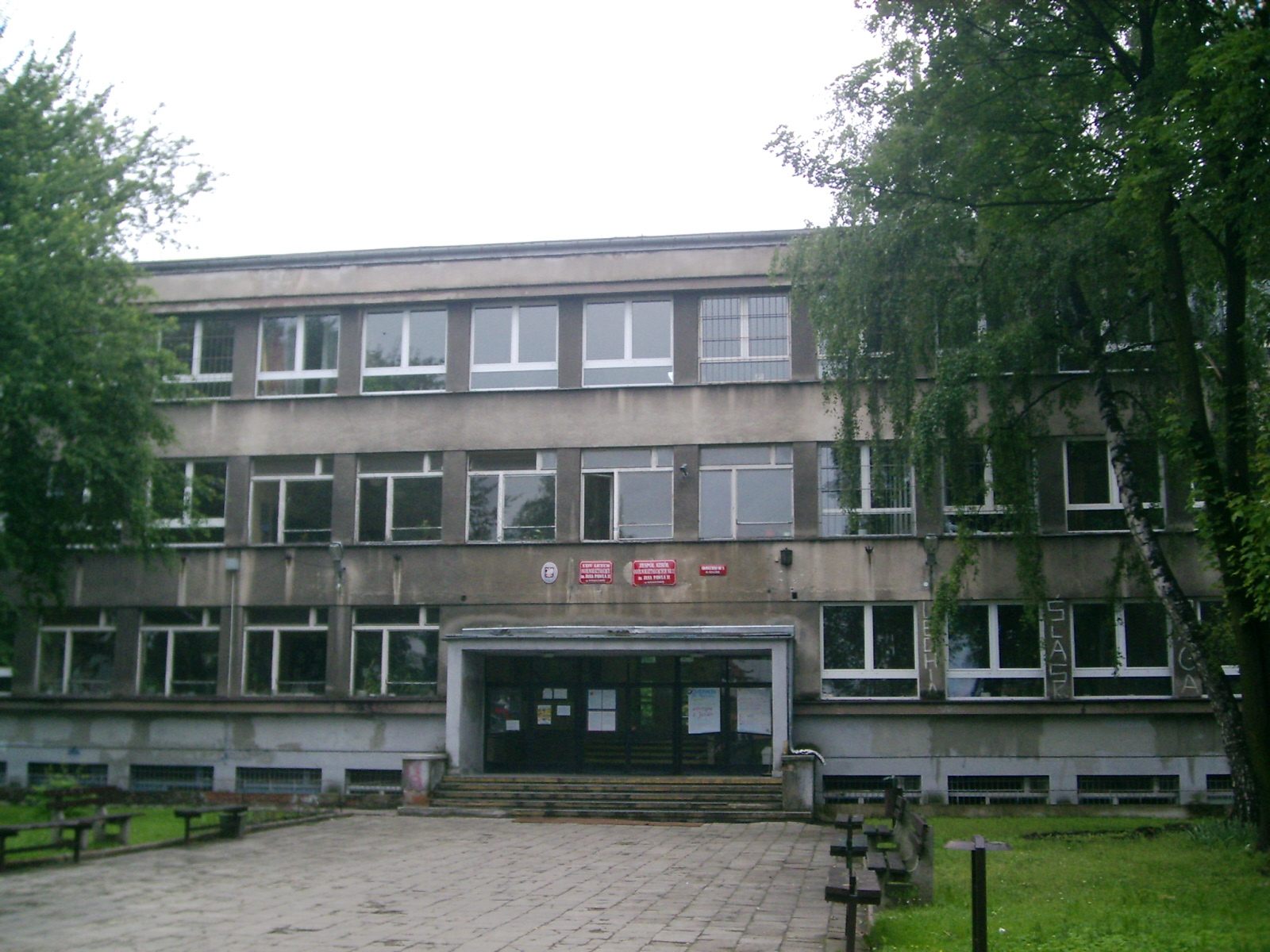
XXIV Liceum Ogólnokształcące w Krakowie (2006)

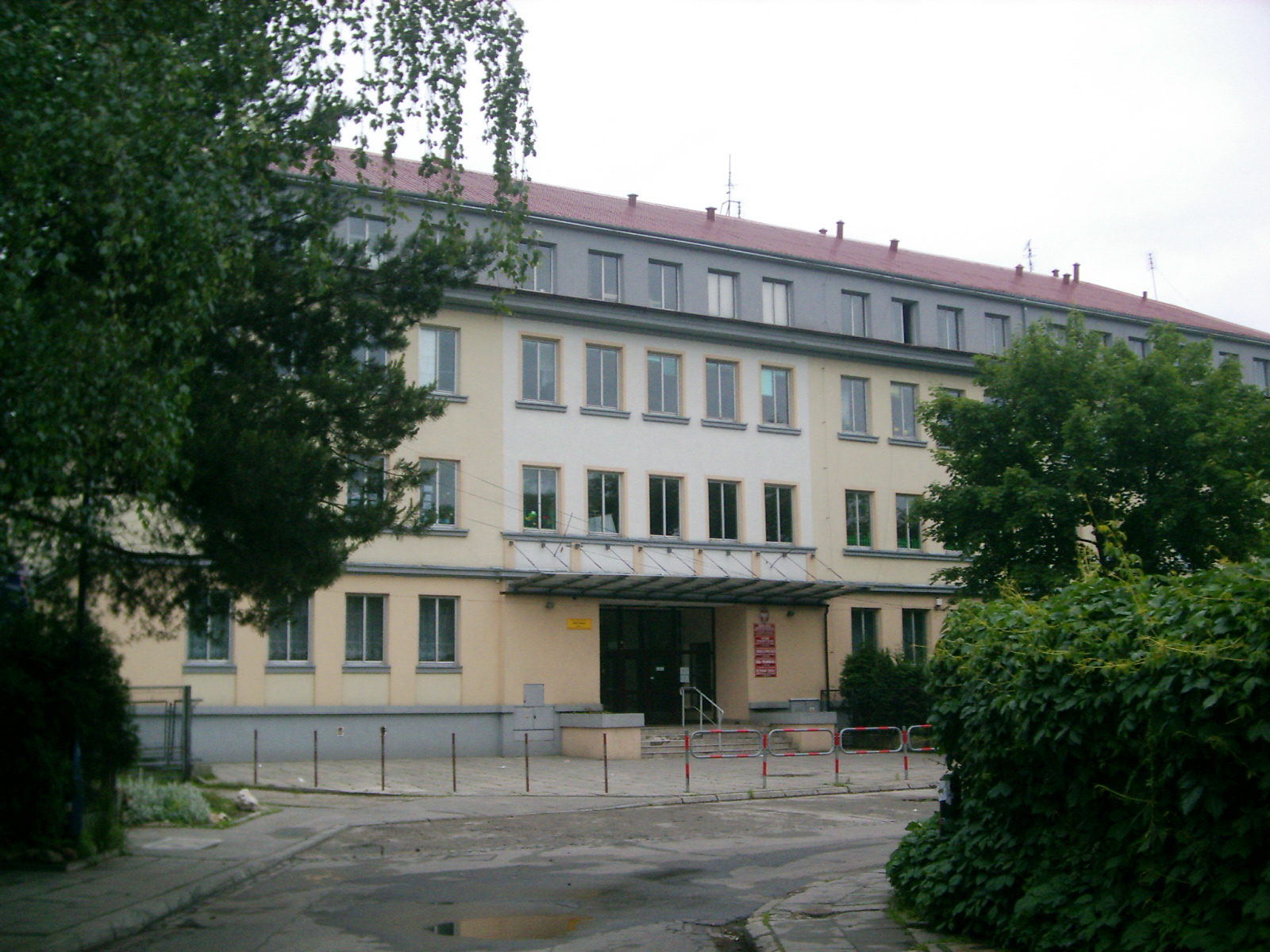
Zespół Szkół Ogólnokształcących Mistrzostwa Sportowego im. Mikołaja Kopernika w Krakowie (2006)

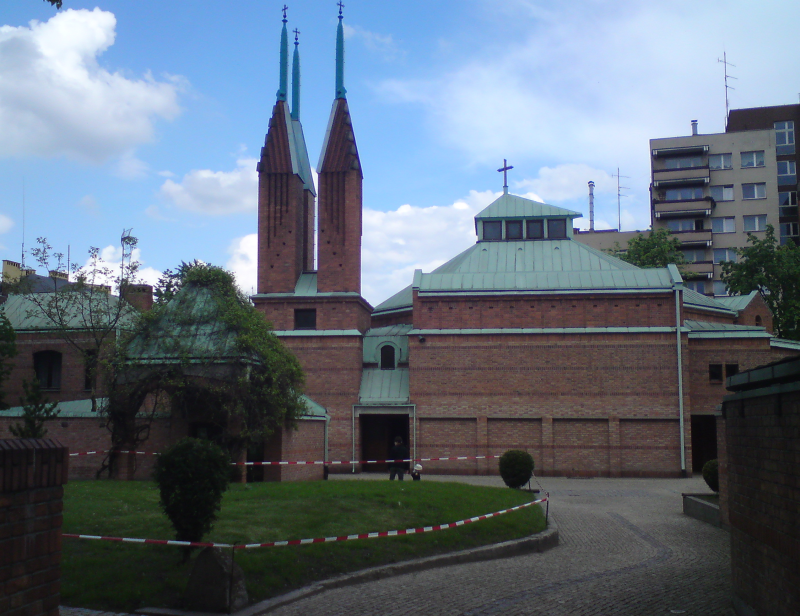
Kościół parafialny na Osiedlu Oficerskim

Osiedle Oficerskie – osiedle w Krakowie wchodzące w skład dzielnicy II Grzegórzki, niestanowiące jednostki pomocniczej niższego rzędu w ramach dzielnicy.

## Położenie
Osiedle Oficerskie oddalone o ok. 2,5 km od Rynku Głównego.
Od północy Osiedle Oficerskie graniczy z Olszą. Granica jest umowna, można przyjąć, że do Osiedla Oficerskiego należy ta część zabudowy, która powstała w uporządkowanej formie do II wojny światowej. Można też przyjąć umowną granicę na linii ul. Grochowskiej i rzeki Białuchy lub też na pobliskim nasypie kolejowym. Pozostałe granice osiedla wytyczają:
- od wschodu – fabryka Pliva,
- od południa – ul. Mogilska,
- od zachodu – Al. Beliny-Prażmowskiego.

## Historia
Pozostałości najstarszych zabudowań wiejskich na tym terenie można znaleźć przy ul. Rymarskiej. Osiedle powstało w okresie międzywojennym na działkach budowlanych wytyczonych na odsprzedanej części majątku ziemskiego rodziny Potockich. Pierwsze domy wzniesiono przy ul. Chłopickiego. Było to wówczas osiedle podmiejskie.
Nazwa osiedla pochodzi od zasiedlających go oficerów. W okolicach Ronda Mogilskiego znajdował się bowiem Fort „Lubicz” i koszary wojskowe, po I wojnie światowej użytkowane przez polskie wojsko.
Od początku lat dwudziestych XX wieku Oficerska Spółdzielnia Mieszkaniowa zagospodarowała obszar byłych fortyfikacji pomiędzy Al. Beliny-Prażmowskiego i ul. Mogilską a rzeką Białuchą. Zabudowa trwała do II wojny światowej, stanowiąc największą inwestycję willową w międzywojennym Krakowie. Wybitni krakowscy architekci (Alfred Kramarski, Samuel Manber, Samuel Nebenzahl, Józef Pokutyński, Edward Skawiński, Adolf Siódmak, Władysław Warczewski) nadali zabudowie charakterystyczny styl. Architekturę domów przy ul. Misiołka zdominowała forma dworku polskiego.
Obecnie trwają starania o wpisanie Osiedla Oficerskiego do rejestru zabytków.

## Charakterystyka
Osiedle posiada wiele zieleni, ulice są wysadzone rozłożystymi drzewami. Płynie tam także rzeka Białucha, w korycie której rośnie wiele drzew i krzewów.

## Oświata
Na osiedlu znajdują się liczne instytucje publiczne:
- XXIV Liceum Ogólnokształcące im. Jana Pawła II
- MDK przy ulicy Grunwaldzkiej 5
- MDK "Dom Harcerza" przy ulicy Lotniczej 1
- Przedszkole Samorządowe nr 139
- Przedszkole OTE Kangur
- Zespół Szkół Ogólnokształcących Mistrzostwa Sportowego im. Mikołaja Kopernika w Krakowie, w tym
  - Szkoła Podstawowa nr 75 im. Mikołaja Kopernika
  - Liceum Ogólnokształcące Mistrzostwa Sportowego
  - Gimnazjum nr 8 Mistrzostwa Sportowego

## Kościoły
Na osiedlu znajduje się kościół parafialny pw. Miłosierdzia Bożego. Ma on nietypową architekturę.
Przy Parafii Miłosierdzia Bożego działają liczne instytucje:
- Dom Seniora
- Gabinet Lekarski Caritas
- Kuchnia dla ubogich

## Infrastruktura
- Centrum Sportu i Rekreacji przy ul. Eisenberga (basen dawnego obiektu "Krakowianka", zamknięty w roku 2009 z powodu złego stanu technicznego, a następnie wyremontowany w latach 2019-2021)[2]

## Galeria

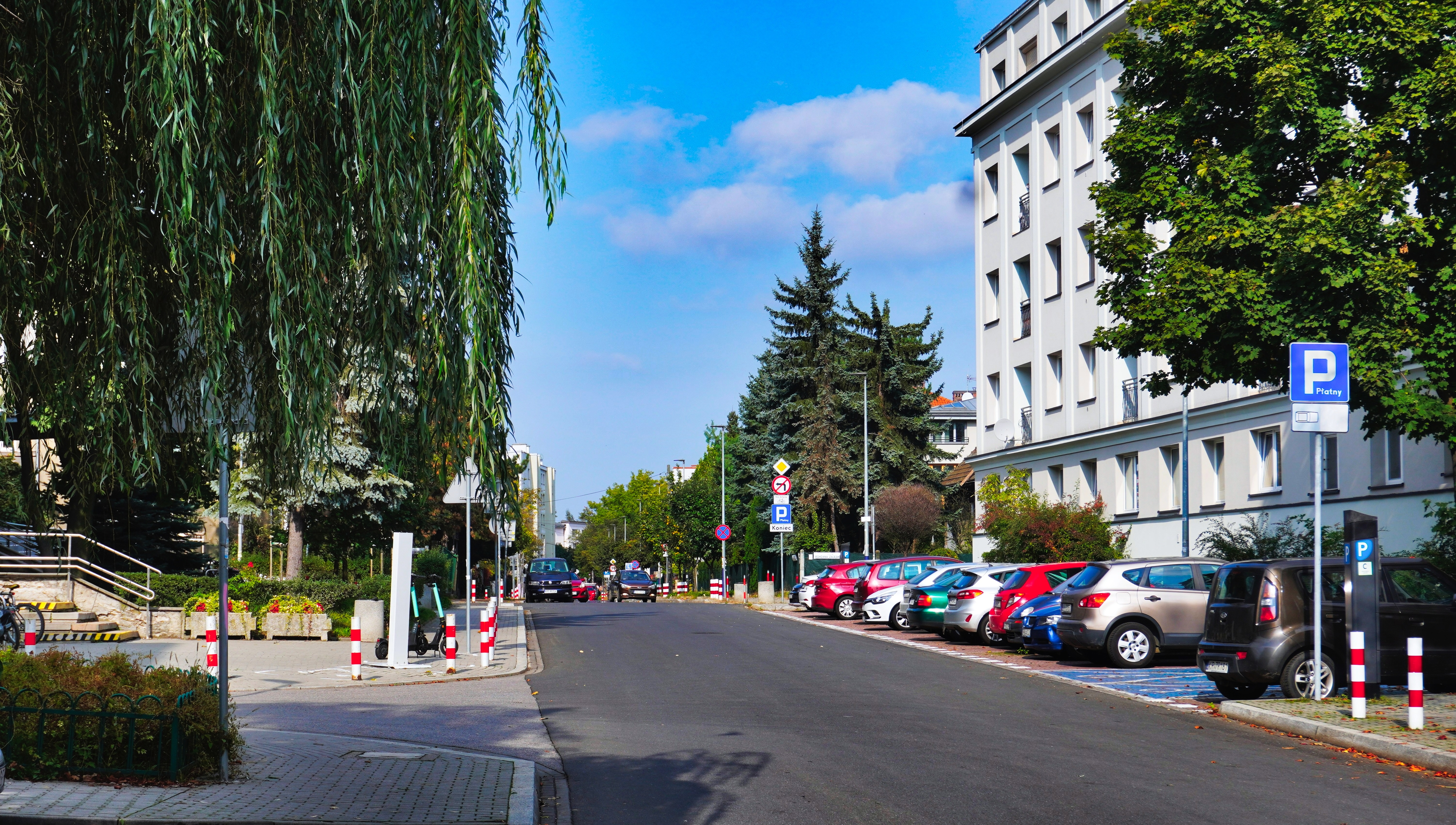
Zabudowa osiedla wzdłuż ul. Grunwaldzkiej
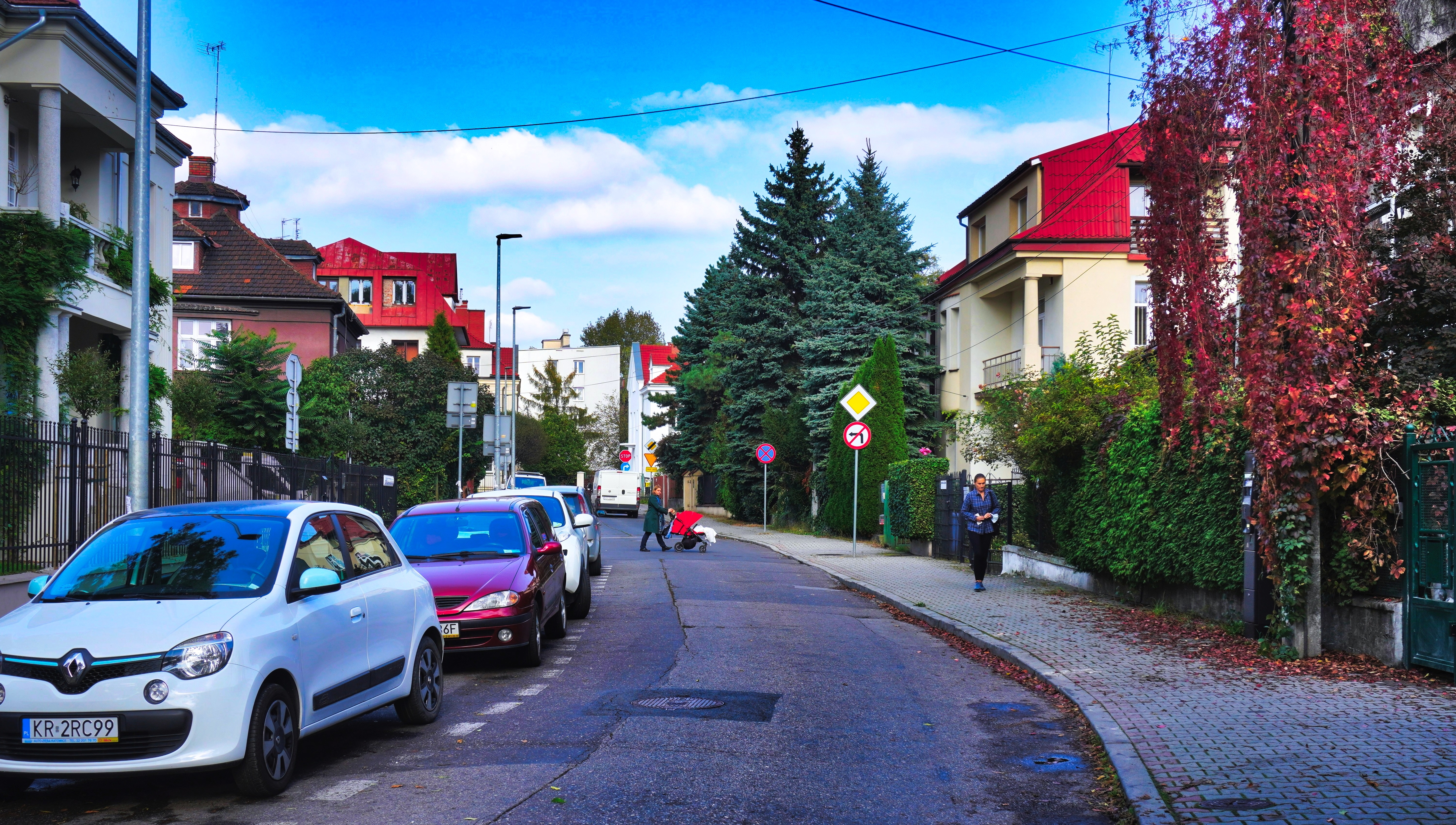
Zabudowa osiedla wzdłuż ul. gen. Chłopickiego
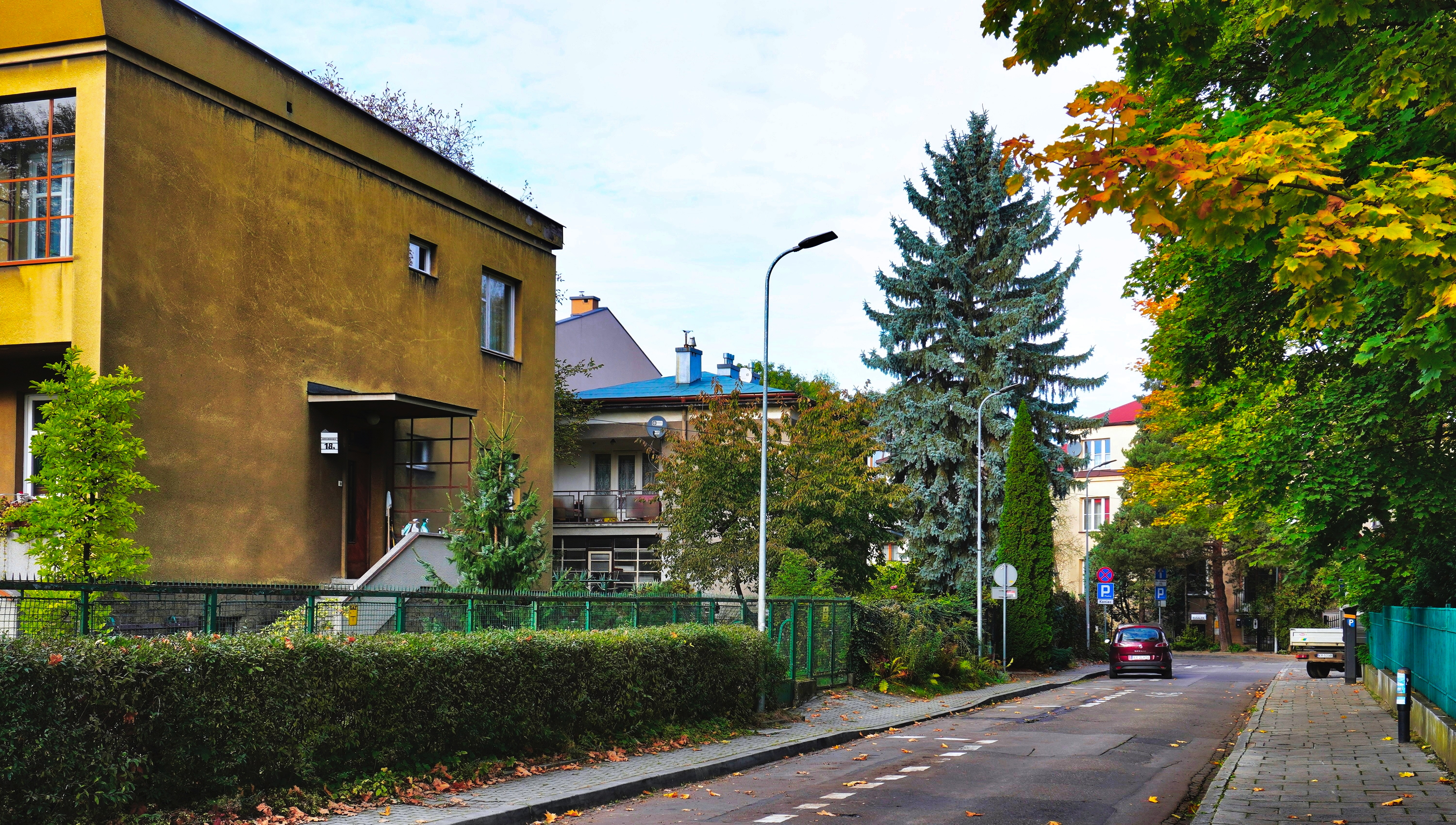
Zabudowa osiedla wzdłuż ul. Rusałek
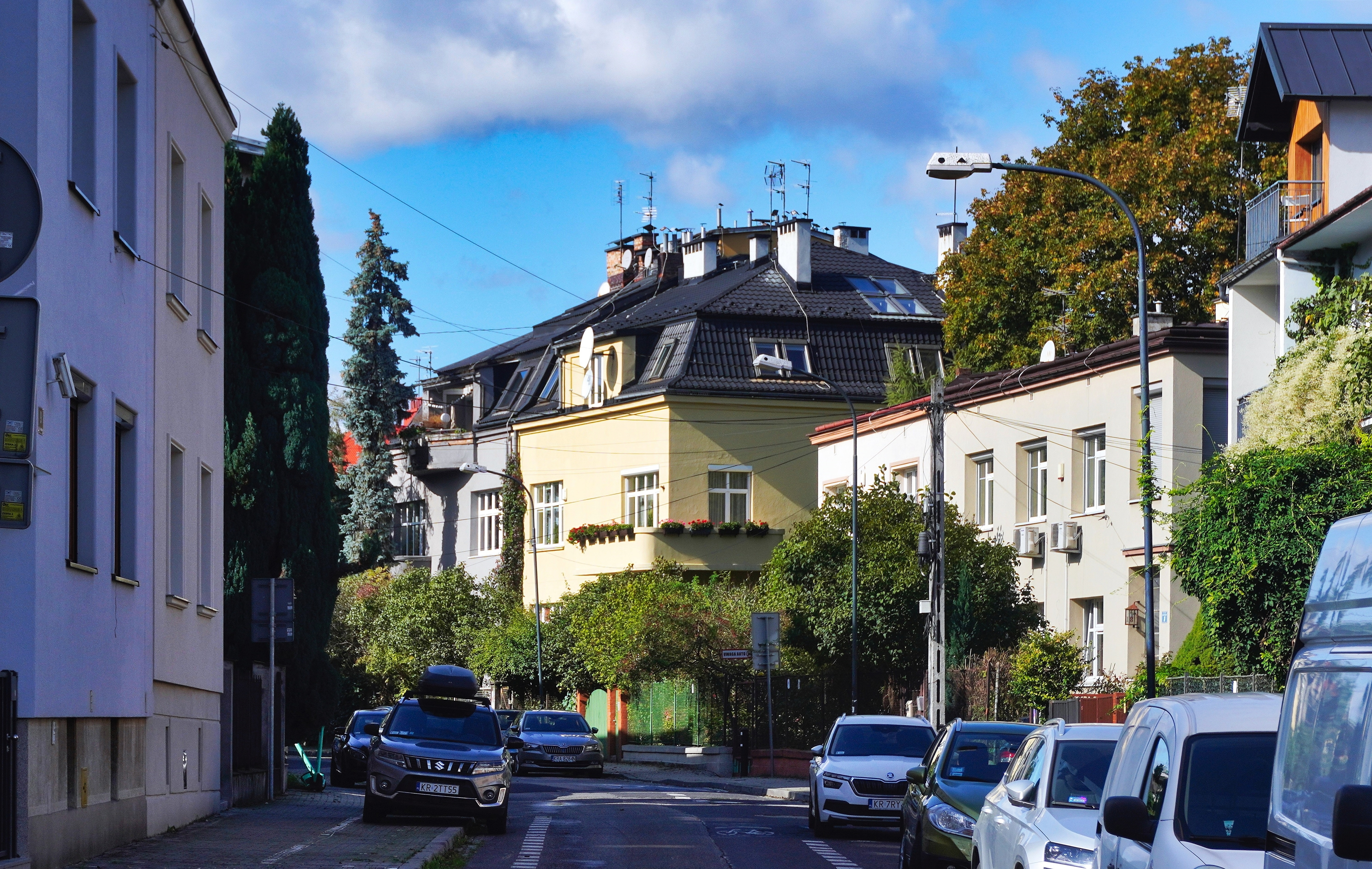
Ulica gen. Józefa Sowińskiego